# Glucomanana
El glucomanano (E425) es un polisacárido de alto peso molecular (500 000 < Mglucomannano< 2 000 000 ) con unidades de D-manosa y D-glucosa con un ratio de 1.6:1  con ramificación aproximadamente cada 50 o 60 unidades. Se encuentra en la naturaleza, pero también es el principal constituyente de goma de Konjac.
El glucomanano como aditivo alimentario
- E425 (i) goma konjac
- E425 (ii) konjac glucomanano

"Los accidentes mortales, principalmente en niños y en personas mayores de edad, se han producido en varios internos o externos a la Unión Europea. Estos accidentes se debieron a la asfixia como consecuencia del consumo de dulces en forma de productos gominolas que contenían konjac. Debido al riesgo de asfixia, el uso de E 425 konjac en gelatina de confitería fue prohibida en la Unión Europea por una Directiva de 18 de junio de 2003 ».